# Zahnpflegekaugummi

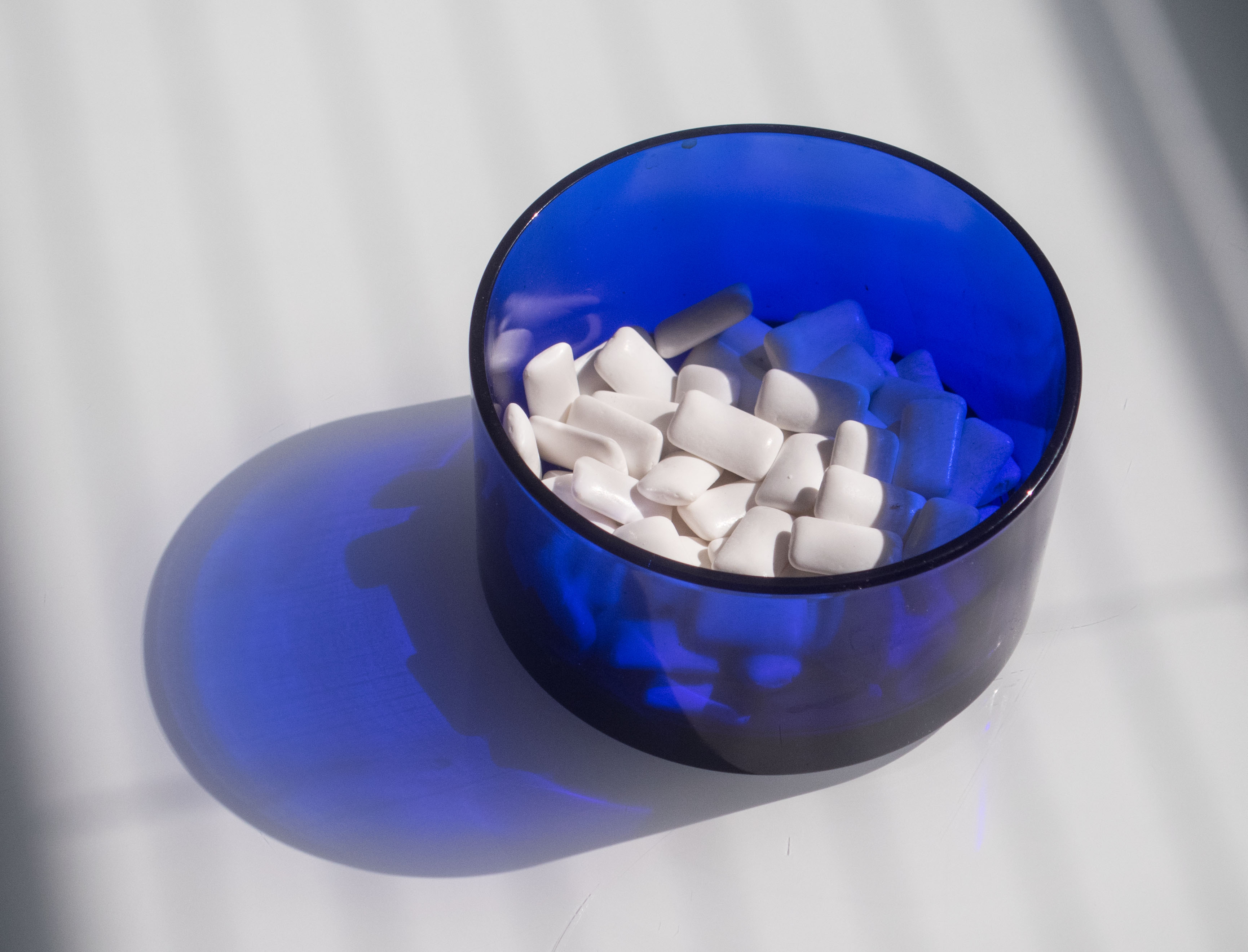
Xylitol Kaugummis

Zahnpflegekaugummis sollen durch die Kaubewegung den Speichelfluss anregen, um die für Zähne schädlichen Säuren zu neutralisieren. Einige Produkte enthalten auch Zusatzstoffe, die die Remineralisierung fördern, oder Verfärbungen entgegenwirken sollen. Üblicherweise sind Zahnpflegekaugummis zuckerfrei und werden von einigen Anwendern verwendet, wenn keine Möglichkeit zum Zähneputzen besteht, können jedoch – wie Untersuchungen bestätigen – das Zähneputzen nicht ersetzen.

## Kaumasse
Nach Angabe von Roland Frankenberger, ehemaliger Präsident der Deutschen Gesellschaft für Zahnerhaltung, besteht die Grundsubstanz sogenannter Zahnpflegekaugummis in der Regel aus einer nicht näher spezifizierten Kaumasse auf Kunststoff-Basis, also einer synthetisch erzeugten Polymer-Verbindung auf Basis von Kunststoff.
Für Kaugummi sind insbesondere Eigenschaften, wie Elastizität, Formbarkeit, Konsistenz und chemische Beständigkeit entscheidend, sowie technische Eigenschaften, die eine industrielle Verarbeitung und Verpackung ermöglichen.

## Wirkungsweise
Bei der Nahrungsaufnahme beginnt der Speichel durch darin befindliche Verdauungsenzyme bereits im Mund mit der Aufspaltung der Nährstoffe. Niedermolekulare Kohlenhydrate, wie sie zum Beispiel in Brot enthalten sind, werden in einfache Zucker zerlegt. Sobald diese Einfachzucker den im Mund befindlichen Plaque-Bakterien zur Verfügung stehen, verstärken diese ihre Stoffwechselaktivität und produzieren Milchsäure. Diese Säure löst Mineralien aus dem Zahnschmelz und ist auch Hauptursache für Mundgeruch. Der Zucker selbst nimmt an der Kariesbildung nicht teil. Zahnpflegekaugummis sollen diesem Prozess entgegenwirken, indem nach der Mahlzeit durch das Kauen weiterhin Speichel produziert wird. Da Speichel leicht alkalisch ist, trägt er zur Neutralisierung von Milchsäure bei.
Wenn sich bereits Plaque an den Zähnen befindet, entsteht in den ersten fünf bis zehn Minuten nach dem Essen ein saurer pH-Wert im Mundraum. In dieser Phase kann der Speichelfluss mit einem Kaugummi angeregt werden. Dadurch wird die Säure neutralisiert und die Zähne werden weniger stark angegriffen. Zur Karies-Prophylaxe ist ein Kaugummi also sinnvoll, Säureschäden dagegen kann er nicht beheben.
Ein Test in der Zeitschrift Öko-Test zeigt, dass nicht einmal 20 Prozent des Zahnbelags nach dreiminütigem Kauen entfernt wurden. Dagegen entfernt das Zähneputzen mit einer Zahnbürste ca. 70 bis 90 Prozent des Belags.
Zahnpflegekaugummis können Zähneputzen demnach nicht ersetzen.

## Inhaltsstoffe
Kaugummis werben, ähnlich wie Spezialzahnpasta oftmals mit speziellen Inhaltsstoffen. Doch wie unabhängige Fachleute deren Wirksamkeit einschätzen, ist dem Endverbraucher in der Regel nicht bekannt.

### Mikrogranulate
Thomas Attin, Experte für Zahngesundheit, äußerte sich in einem Interview des Spiegel zu diversen Inhaltsstoffen von Zahnpflegekaugummis. Nach seiner Einschätzung sind Mikrogranulate nicht dazu geeignet die Zähne zu säubern. Weicher Belag könne möglicherweise ein wenig abgetragen werden, aber bestimmt kein fest haftender Teebelag zum Beispiel. Darüber hinaus ist eine Wirkung außerhalb der Kaufläche nicht vorstellbar. Attin gibt an, entsprechende Studien hätten keinen nennenswerten Einfluss des Kaugummikauens auf die Entfernung von Plaque oder Speiseresten nachweisen können. Zahnpflegekaugummi könne daher auf keinen Fall das Zähneputzen ersetzen.

### Xylit
Die Zahnpflegekaugummis sind teilweise mit Xylit gesüßt, welches als der beste Zuckeraustauschstoff gilt, weil es als nur sehr schwach kariogen gilt. Die meisten in Deutschland erhältlichen Zahnpflegekaugummis enthalten hauptsächlich Sorbit und nur zu einem geringen Anteil Xylit. Problematisch ist, dass die harmlosen Mundbakterien durch Sorbit „ausgehungert“ werden, der Karies verursachende Streptococcus mutans, der Sorbit zu Alkohol abbauen kann, aber begünstigt wird.
Weder Xylit als Süßigkeit, noch in Form von Kaugummi, konnte eine kariespräventive oder -hemmende Wirkung demonstrieren.

### Kalzium
Es gibt sowohl Zahnpasten als auch Kaugummis, die Kalzium verbunden mit Kasein enthalten, sogenannte CPP-ACP-Komplexe. Damit erreicht man im Speichel einen relativ hohen Kalzium-Spiegel und die Remineralisation wird gefördert, wenn Kalzium beziehungsweise Kalziumphosphat vorhanden ist. Die CPP-ACP-Komplexe haben in Studien eine gute präventive Wirkung gegen Karies gezeigt.

### Fluorid
Es gibt auch Zahnpflegekaugummis mit Fluorid. Bis zu einer bestimmten Menge schützt Fluorid die Zähne, indem es das durch Säuren leichter lösliche Hydroxylapatit im Zahnschmelz ersetzt. Ein Übermaß kann bei Kindern jedoch zu weißlichen oder bräunlichen Flecken auf neu durchbrechenden Zähnen führen, eine sogenannte Fluorose. Fluorid gibt es auch in Tablettenform, wobei allerdings nur etwa ein Prozent der eingenommenen Dosis im Gebiss ankommt.